# Indianapolis Tennis Championships 1998
L'Indianapolis Tennis Championships 1998 è stato un torneo di tennis giocato sul cemento.
È stata l'11ª edizione dell'Indianapolis Tennis Championships (conosciuto quest'anno anche come RCA Championships per motivi di sponsorizzazione), che fa parte della categoria International Series Gold nell'ambito dell'ATP Tour 1998. Si è giocato all'Indianapolis Tennis Center di Indianapolis negli Stati Uniti, dal 17 al 23 agosto 1998.

## Campioni

### Singolare
Àlex Corretja ha battuto in finale  Andre Agassi con il punteggio di 2–6, 6–2, 6–3

### Doppio
Jiří Novák /  David Rikl hanno battuto in finale  Mark Knowles /  Daniel Nestor con il punteggio di 7–5, 4–6, 6–1